# Liste des souverains serbes et yougoslaves
Cet article dresse la liste chronologique des souverains de Serbie et de Yougoslavie.

Armoiries de la Serbie

## Seigneur serbes dans le Caucase
- Vers 41-50 apr. J.-C. : Zorsines, seigneurs des Serbes en terre sarmate

## Seigneurs serbes enEurope centraleavant l'installation enEurope du Sud
- Zvonimir, (632-675), père de Drvan, vers le début du VIe siècle début de la dynastie Drvenarovic
- 626 : Drvan, prince de Serbie blanche, aujourd'hui en Allemagne (Lusace, Sorabe)
- 620-680 : le prince de Serbie Blanche

## Premiers souverains serbes dans les Balkans
- 620-680 : le prince de Serbie Blanche
- 668-685 Le chef Kuver Seigneur des tribus slaves, serbes, croates, bulgares, de la Pannonie à la Thrace.

Après 680 deux dynasties ont peut-être gouverné la région slave de l'empire Byzantin celle de :

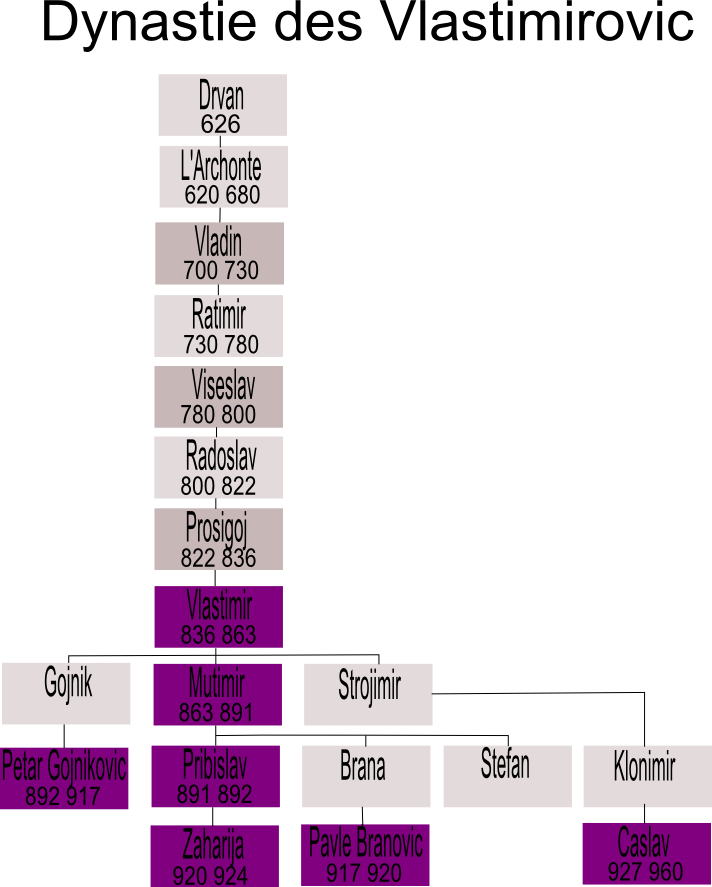
Dynastie serbe des Vlastimirovic

- vers 780 : Višeslav (il a unifié toutes les terres serbes en un seul état)
- Début de l'an 800 Radoslav (fils de Višeslav) (en)
- 822 Ljudevit Posavski
- 822-836 Prosigoj, Prince, fils de Radoslav
- 836-863 Vlastimir, Prince, fils de Prosigoj, dynastie des Vlastimirović
- 863-891 Mutimir, Prince, Fils de Vlastimir, dynastie des Vlastimirović
- 891-892 Pribislav Mutimirović, Prince, fils de Mutimir, dynastie des Vlastimirović
- 892-917 Petar Gojniković, Prince, neveu de Mutimir, dynastie des Vlastimirović
- 917-920 Pavle Branović, Prince, petit-fils de Mutimir, fils de Brana, dynastie des Vlastimirović
- 920-924 Zaharija Pribislavljević, grand Duc, fils de Pribislav Mutimirović, dynastie des Vlastimirović
- 924–927 Les Serbes sous occupation bulgare voir Siméon Ier de Bulgarie
- 927-960 Časlav Klonimirović, Prince, dynastie des Vlastimirović
- 960–980 Tihomir (en), Prince
- 980–1003 Ljutomir, Prince
- 1003–1030 fils de Ljutomir (nom inconnu), Prince
- 1030–1070 Ljutovit, Prince

## Comtes (župan) deRaškaDynastie des Vukanović
- 1115-vers 1146 : Uroš Ier
- 1146-1150 : Uroš II Primslav (première fois)
- 1150-1151 : Desa Ier (première fois)
- 1151-1162 : Uroš II Primslav (deuxième fois)
- 1155 : Desa Ier (deuxième fois)
- 1161 : Beloš (aussi ban de Croatie)
- 1162 : Desa Ier (troisième fois)
- 1165-1166 : Desa Ier (quatrième fois)
- Autour de 1168 : Zavida

## Ducs serbes
- Vers 1168-vers 1171 : Tihomir
- Vers 1168-vers 1171 : Stracimir (dans le Nord)
- Vers 1168-1196 : Stefan Nemanja, dynastie des Nemanjić,
- 1196-1217 : Stefan Ier Nemanjic (première fois), dynastie des Nemanjić,
- 1202-1203 : Vukan Nemanjić, dynastie des Nemanjić,

Dynastie serbe des Nemanjic

## Rois serbes
- 1217-1228 : Stefan Ier Nemanjić (deuxième fois)
- 1228-1234 : Stefan II Radoslav, dynastie des Nemanjić,
- 1234-1243 : Stefan III Vladislav, dynastie des Nemanjić,
- 1243-1276 : Stefan IV Uroš Ier, dynastie des Nemanjić,
- 1276-1282 : Stefan V Dragutin, dynastie des Nemanjić,
- 1282-1321 : Stefan VI Uros II Milutin, dynastie des Nemanjić,
  - 1321-1322: Stefan Konstantin, prétendant en Duklija, dynastie des Nemanjić,
  - 1321-1324: Stefan Vladislav II, roi de Syrmie, et roi de Serbie non reconnu, dynastie des Nemanjić.
- 1322-1331 : Stefan VII Uros III Dečanski, dynastie des Nemanjić,
- 1331-1346 : Stefan VIII Uros IV Dušan, dynastie des Nemanjić,
- 1365-1371 : Vukašin Mrnjavčević, dynastie des Mrnjavčević
- 1371-1394 : Marko Mrnjavčević, aussi connu sous Marko Kraljević

## Empereurs, ou Tsars, de Serbie
- 1346-1355 : Stefan VIII Uros IV Dušan, dynastie des Nemanjić,
- 1355-1371 : Stefan Uroš V, dynastie des Nemanjić, dissolution de la Serbie en deux royaumes

## Princes (knez) Serbes
- 1374-1389 : Lazar Hrebeljanović, dynastie des Lazarević,
- .... - 1397 : Vuk Ier Branković, Prince du Kosovo, dynastie des Branković
- 1389-1402 : Stefan Lazarević, dynastie des Lazarević,

## Despote de Serbie
- 1402-1427 : Stefan Lazarević, dynastie des Lazarević,
- 1427-1456 : Đurađ Ier Branković dynastie des Branković
- 1456-1458 : Lazar III Branković dynastie des Branković
- 1458-1459 : Stefan III Branković dynastie des Branković
- 1459-1459 : Stefan Tomašević
- 1459-1471 : Occupation Ottomane
- 1471-1485 : Vuk II Branković
- 1485-1496 : Đurađ II Branković abdique, mort en 1516
- 1496-1502 : Jovan Branković mort en 1502.

### Vassaux des Hongrois puis des Ottomans
- 1504-1514 : Ivaniš Berislavić (en)
- 1515-1535 : Stefan Berislavić (en), son fils.

## Dynastie serbe desBalšić, souverain deZetaet de l'Albanie du nord
- 1357-1360 : Balša Ier
- 1360-1372 : Strašimir (en), son fils ;
- 1360-1378 : Đurađ Ier Balšić (en) son frère :
- 1360-1385 : Balša II (en), son frère ;
- 1385-1403 : Đurađ II Balšić (en) fils de Strašimir ;
- 1403-1421 : Balša III, son fils.

## Dynastie serbe desCrnojević, souverain deZeta/Monténégro
- 1426-1465 : Stefan Ier Crnojević (en)
- 1465-1490 : Ivan Crnojević (en), son fils ;
- 1490-1496 : Đurađ IV Crnojević mort en 1503, son fils ;
- 1496-1499 : Stefan II Crnojević (en) Staniša, son frère.

## Seigneur héréditaire de Serbie
- 1808-1817 : Georges Karageorges, dynastie des Karađorđević

## Princes de Serbie
- 1815-1839 : Miloš Ier Obrenović, dynastie des Obrenović
- 1839-1839 : Milan II Obrenović, dynastie des Obrenović
- 1839-1842 : Michel III Obrenović, dynastie des Obrenović
- 1842-1858 : Alexandre Karađorđević, dynastie des Karađorđević
- 1858-1860 : Miloš Ier Obrenović (revenu au pouvoir),
- 1860-1868 : Michel III Obrenović (revenu au pouvoir)
- 1868-1882 : Milan III Obrenović (devient roi en 1882 sous le nom de Milan Ier), dynastie des Obrenović

## Rois de Serbie
- 1882-1889 : Milan Ier (ancien Milan III), dynastie des Obrenović
- 1889-1903 : Alexandre Ier, dynastie des Obrenović
- 1903-1918 : Pierre Ier, dynastie des Karađorđević

## Rois des Serbes, des Croates et des Slovènes
- 1918-1921 : Pierre Ier, dynastie des Karageorgévitch
- 1921-1929 : Alexandre II, dynastie des Karageorgévitch

## Rois et régent de Yougoslavie
- 1929-1934 : Alexandre Ier (ancien Alexandre II des Serbes, des Croates et des Slovènes), dynastie des Karageorgévitch
- 1934-1941 : Paul de Yougoslavie, président du Conseil de Régence yougoslave, dynastie des Karageorgévitch
- 1934-1945 : Pierre II, dynastie des Karageorgévitch

## Prétendants aux trônes de Yougoslavie et de Serbie
- 1945-1970 : Pierre II, dynastie des Karageorgévitch
- Depuis 1970 : Alexandre de Yougoslavie, dynastie des Karageorgévitch